# Břetislav Foustka
Břetislav Foustka (5. února 1862, Trpín u Poličky - 22. února 1947, Poděbrady) byl český sociolog a filosof, profesor Univerzity Karlovy, který se zabýval hlavně nežádoucími trendy v moderních společnostech (alkoholismus, sebevražednost). Snažil se je prakticky překonávat, usiloval o reformy školství a emancipaci žen.

## Život a působení
Vystudoval filosofii na Karlově univerzitě, kde na něj silně zapůsobil T. G. Masaryk. Po dalších studiích v Berlíně a v Paříži vyučoval na gymnáziích v Třeboni a v Praze. Roku 1905 se habilitoval sociologickou prací „Slabí v lidské společnosti“ a roku 1919 byl jmenován prvním profesorem sociologie na UK. Založil Český spolek abstinentní a jeho myšlenku horlivě propagoval.

## Dílo
Napsal několik textů teoretických, psal však hlavně proti degenerativním společenským jevům a překládal z francouzštiny, němčiny a angličtiny. Napsal také několik prací o T. G. Masarykovi.
- Slabí v lidské společnosti (1904) [5]
- Abstinence jako kulturní problém, 1909
- Česká politika (1913) – Díl 5: Kulturní, zvláště školské úkoly české politiky [6]
- Péče o dítě (1915) – sociální postavení evropské mládeže a její ochrana [7]
- Abstinence jako kulturní problém (1919) – význam střízlivého života pro kulturní snahy národa [8]
- Alkoholismus a tělesná výkonnost národa, 1922
- Duše Ameriky. Úvodem do ústavy a dějin Ameriky, 1928
- O významu sociologie pro moderního člověka, 1929
- Masaryk jako harmonický génius, 1931.[9]
- President T.G. Masaryk (1932) – Přednáška v slavnostním shromáždění filosofické fakulty Karlovy university na počest osmdesátých narozenin p. presidentových [10]